# Hermann Blecken von Schmeling
Hermann Friedrich Wilhelm Blecken von Schmeling (* 28. März 1838 in Berlin; † 19. Dezember 1906 in Köslin) war ein preußischer Generalleutnant und Kommandeur der 1. Garde-Division.

## Leben

### Herkunft
Hermann war ein Sohn des preußischen Generalmajors Friedrich Blecken von Schmeling (1796–1863) und dessen Ehefrau Julie, geborene von Collin (1801–1876). Sein Bruder älterer Bruder Karl (1832–1894) wurde ebenfalls preußischer Generalleutnant.

### Militärkarriere
Nach seiner Erziehung im elterlichen Hause sowie an den Kadettenhäusern in Potsdam und Berlin wurde Blecken am 2. Mai 1856 als Sekondeleutnant dem Garde-Reserve-Infanterie-Regiment der Preußischen Armee überwiesen. Als Premierleutnant führte er 1866 im Krieg gegen Österreich die 11. Kompanie in den Kämpfen bei Königinhof sowie Königgrätz und wurde mit dem Roten Adlerorden IV. Klasse mit Schwertern ausgezeichnet. Zwischenzeitlich zum Hauptmann und Kompaniechef aufgestiegen, war Blecken mit seiner 11. Kompanie im Krieg gegen Frankreich 1870/71 an den Kämpfen bei Gravelotte und vor Paris beteiligt. In der Schlacht von Sedan gelang es seiner Kompanie, den Adler des 17. Linien-Regiments zu erbeuten, der später in der Potsdamer Garnisonkirche aufbewahrt wurde.
Ausgezeichnet mit beiden Klassen des Eisernen Kreuzes wurde Blecken nach dem Friedensschluss am 1. Januar 1872 als Chef der 12. Kompanie in das 1. Großherzoglich Hessische Infanterie-(Leibgarde-)Regiment Nr. 115 nach Darmstadt versetzt. Nach seiner Beförderung zum Major war er vom 30. September 1876 bis zum 14. November 1883 Kommandeur des Füsilier-Bataillons und wurde anschließend als Oberstleutnant zum etatsmäßigen Stabsoffizier im Königs-Grenadier-Regiment (2. Westpreußisches) Nr. 7 in Liegnitz ernannt. Unter Beförderung zum Oberst beauftragte man Blecken am 23. September 1886 zunächst mit der Führung des 2. Posenschen Infanterie-Regiments in Görlitz und ernannte ihn am 4. Dezember 1886 zum Regimentskommandeur. In gleicher Eigenschaft  kehrte er am 26. Mai 1887 in das Garde-Füsilier-Regiment zurück, dem er bereits von 1856 bis 1871 angehört hatte. Unter Stellung à la suite war Blecken vom 22. März 1889 bis zum 26. Januar 1890 mit der Führung der 3. Garde-Infanterie-Brigade beauftragt. Er wurde dann als Generalmajor Kommandeur der 1. Garde-Infanterie-Brigade und gleichzeitig mit der Wahrnehmung der Geschäfte der Kommandantur von Potsdam beauftragt. In dieser Stellung wurde ihm im Januar 1891 anlässlich des Ordensfestes der Rote Adlerorden II. Klasse mit Eichenlaub und Schwertern am Ringe verliehen. Unter Entbindung von den Geschäften der Kommandantur erhielt Blecken am 18. April 1893 mit der Beförderung zum Generalleutnant das Kommando über die 1. Garde-Division. In Genehmigung seines Abschiedsgesuches wurde Blecken am 18. August 1894 mit der gesetzlichen Pension zur Disposition gestellt. Anlässlich seiner Verabschiedung würdigte ihn Kaiser Wilhelm II. mit den Stern und dem Kreuz der Komture des Königlichen Hausordens von Hohenzollern.

### Familie
Blecken hatte sich am 10. November 1863 in Berlin mit Charlotte von Borcken-Auerose (1845–1927) verheiratet. Aus der Ehe ging der oldenburgische Kammerherr und Oberjägermeister Franz Friedrich Gustav Blecken von Schmeling (1864–1936) hervor, der am 27. März 1896 Elisabeth Gräfin Finck von Finckenstein (1868–1945) heiratete. Er diente im Ersten Weltkrieg als Oberstleutnant und Kommandeur des 2. Hannoverschen Dragoner-Regiments Nr. 16.